# Viktória Ráková
Viktória „Viki“ Ráková, maďarsky Rák Viktória (* 15. března 1981, Rimavská Sobota) je slovenská herečka maďarské národnosti.

## Biografie
Viki Ráková vyrůstala v Rimavské Sobotě, kde absolvovala i tamější maďarskojazyčnou Kereskedelmi Akadémia (Obchodní akademie). Poté odešla studovat herectví na VŠMU v Bratislavě. Studium úspěšně ukončila v roce 2006. Poté žila v Košicích, kde je stálým hostem maďarského národnostního Divadla Thália. Je svobodná, ve volném čase ráda vaří, chodí do přírody a čte knihy. Její o tři roky starší bratr Róbert Rák je fotbalista.
Viki se proslavila díky roli Ildikó Komárom v populárním komediálním seriálu Susedia vysílaném na TV Markíza. Následovaly další seriály jako Kutyil s.r.o, kde ztvárnila Tünde Gyönyörű (opět po boku Andyho Krause) a Panelák, ve kterém hraje podnikatelku Agátu Fodrászovou. Účinkovala i v taneční soutěži Bailando.

## Filmografie
| Období    | Film/seriál               | Role             |
| --------- | ------------------------- | ---------------- |
| 2006-2019 | Susedia                   | Ildikó Komárom   |
| 2007      | Bailando - Tanec pre teba |                  |
| 2008-2009 | Kutyil s.r.o              | Tünde Gyönyörű   |
| 2008-2011 | Panelák                   | Agáta Fodrászova |
| 2009      | Nebezpečná misia          |                  |